# Johnny DC
Johnny DC è un personaggio immaginario dell'editore di fumetti statunitense DC Comics utilizzato sia come mascotte per alcune linee di fumetti e, occasionalmente, come personaggio metafisico che commenta i fumetti in cui appare.

## Storia
Il personaggio apparve originariamente in varie pubblicità del periodo Silver Age per promuovere l'intera linea di fumetti della DC Comics. Aveva una faccia da cartone, indossava un tocco, aveva linee stilizzate per braccia e gambe e un corpo che consisteva nel logo della DC Comics.
Alla fine degli anni ottanta fu protagonista di una pagina promozionale chiamata "DCI with Johnny DC" che apparve in molti fumetti dell'epoca. Come i "Bollen Bulletin" della Marvel, "DCI with Johnny DC" conteneva varie notizie DC, spesso focalizzandosi su determinati volumi o autori includendo anche una lista parziale del catalogo di titoli pubblicati.
A metà degli anni novanta apparve nello speciale umoristico Sergio Aragonés Destroys DC mostrato disilluso dalla direzione moderna presa dai fumetti di supereroi della DC, criticando i vari membri della Justice League accusandoli di essere cambiati in peggio.
Nel 2004 il personaggio venne rinnovato e ridisegnato per assomigliare a un bambino stilizzato in stile da cartone animato. Il suo nome è ora usato per la linea di fumetti della DC Comics dedicata principalmente ai bambini di circa 8-13 anni. La linea è composta principalmente da libri basati sulle serie televisive animate della Warner Bros. e di Cartoon Network. Questi hanno incluso serie tratte da serie animate come Scooby-Doo, Looney Tunes e Le Superchicche e quelle basate sui supereroi della DC Comics come The Batman Strikes!,The Legion of Superheroes in the 31st Century, Justice League Unlimited e Teen Titans Go!.
Nell'aprile 2008, le impronte di Johnny DC sono state interrotte e sostituite con impronte "swirl" di DC Comics.